# San Pedro Palomeque
San Pedro Palomeque es una hacienda del municipio de Mérida en el estado de Yucatán localizado en el sureste de México. 

## Origen del nombre
El nombre hace referencia al apóstol Simón Pedro y Palomeque es el apellido del dueño original de la hacienda.

## Localización
La Hacienda San Pedro Palomeque se encuentra al sur de la ciudad de Mérida.

## Hechos históricos
- En 2010 cambia su nombre de San Pedro a San Pedro Palomeque.

## Infraestructura
La hacienda data de fines del siglo XVII, originalmente fue casa de descanso, luego retiro religioso, hacienda ganadera y apícola, hacienda henequenera y luego abandonada. Actualmente la hacienda ha sido restaurada y sirve para la organización de eventos sociales y consta de jardines, piscinas y huertas.

## Demografía
En 2010 según el INEGI, la población de la localidad era de 2 habitantes.
| 20                          | ? | ? | ? | 2 |
| (Fuente: INEGI [Consultar]) |   |   |   |   |

## Galería

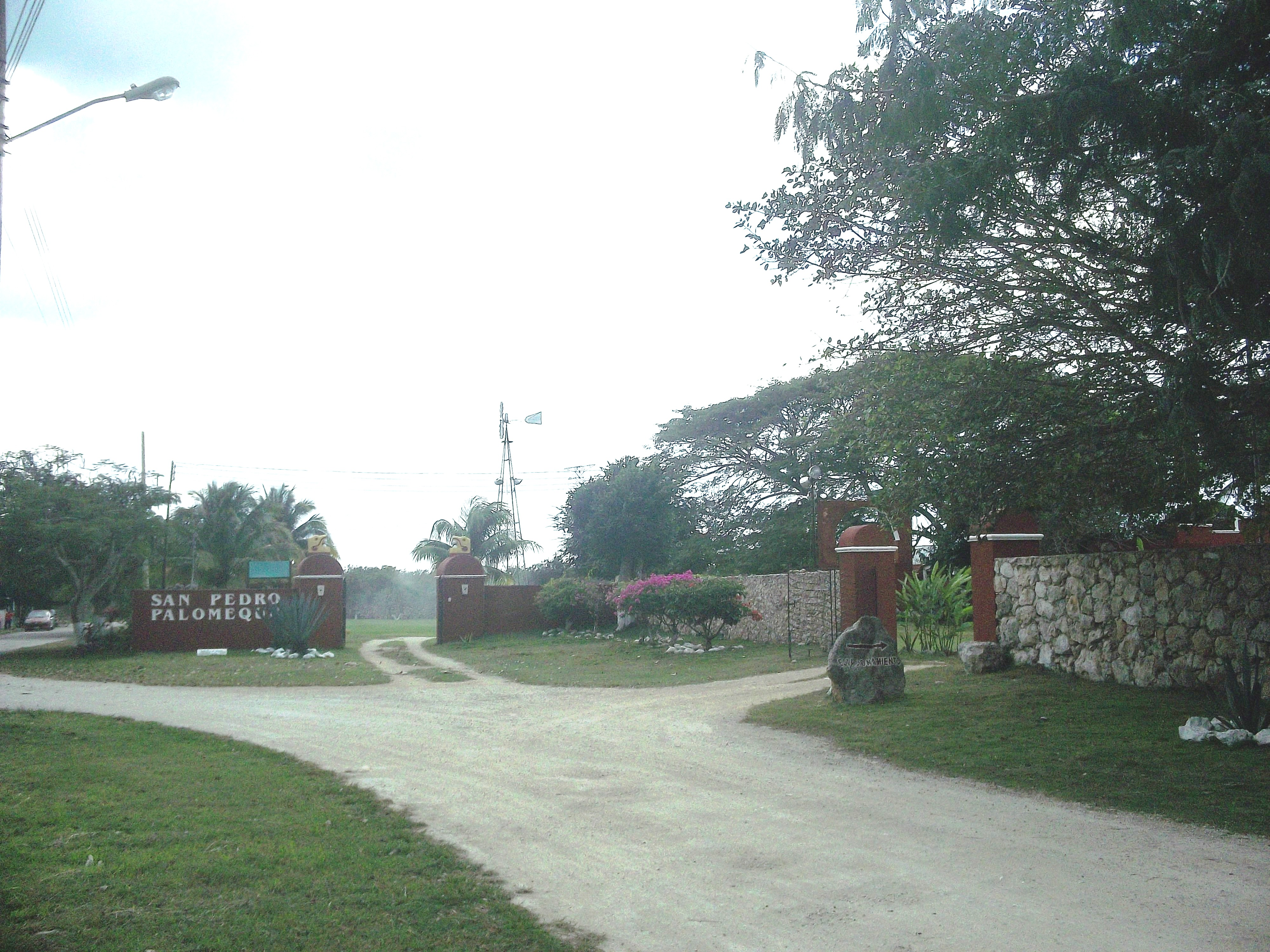
Vista de la hacienda.
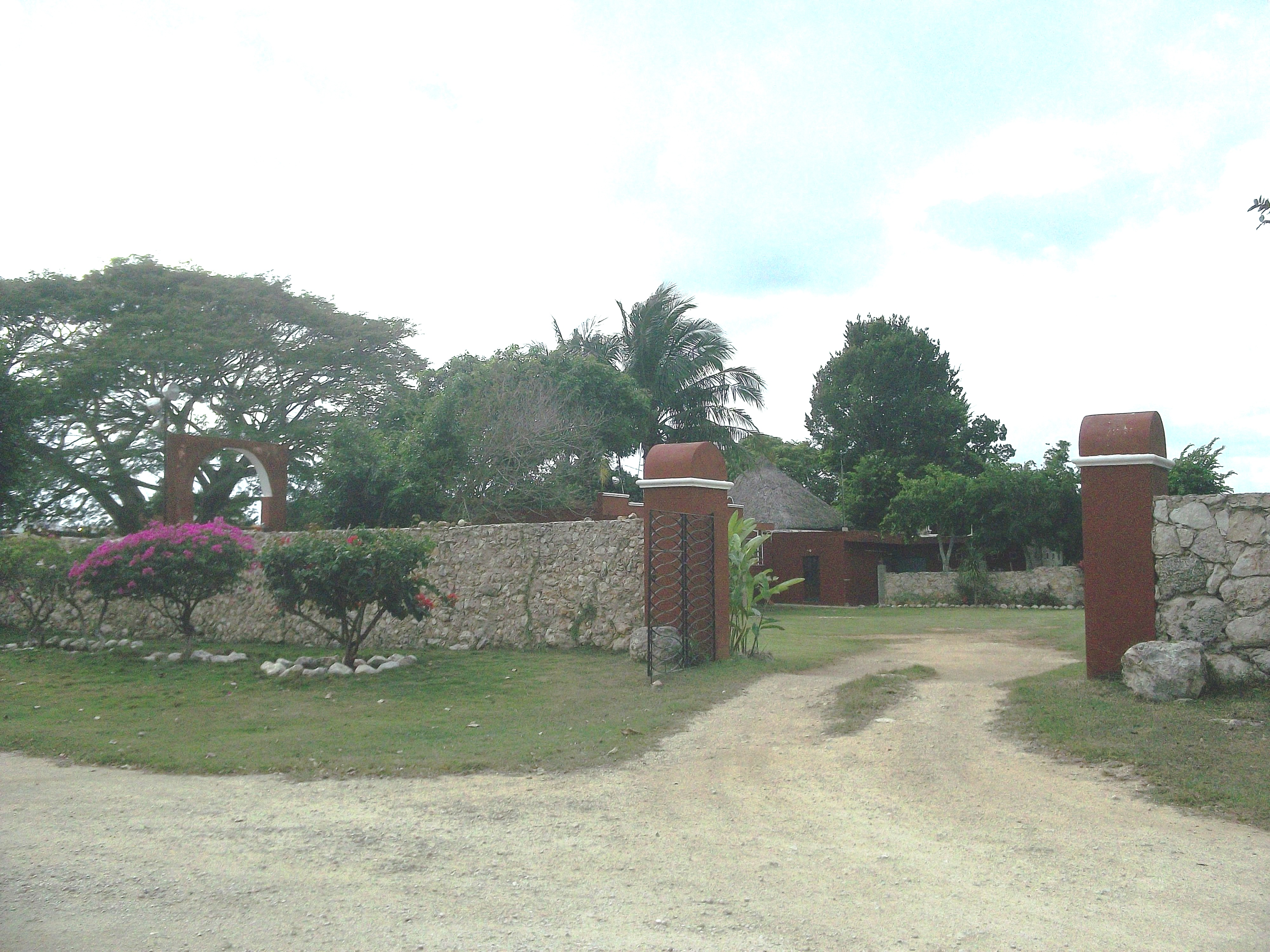
Vista de la hacienda.
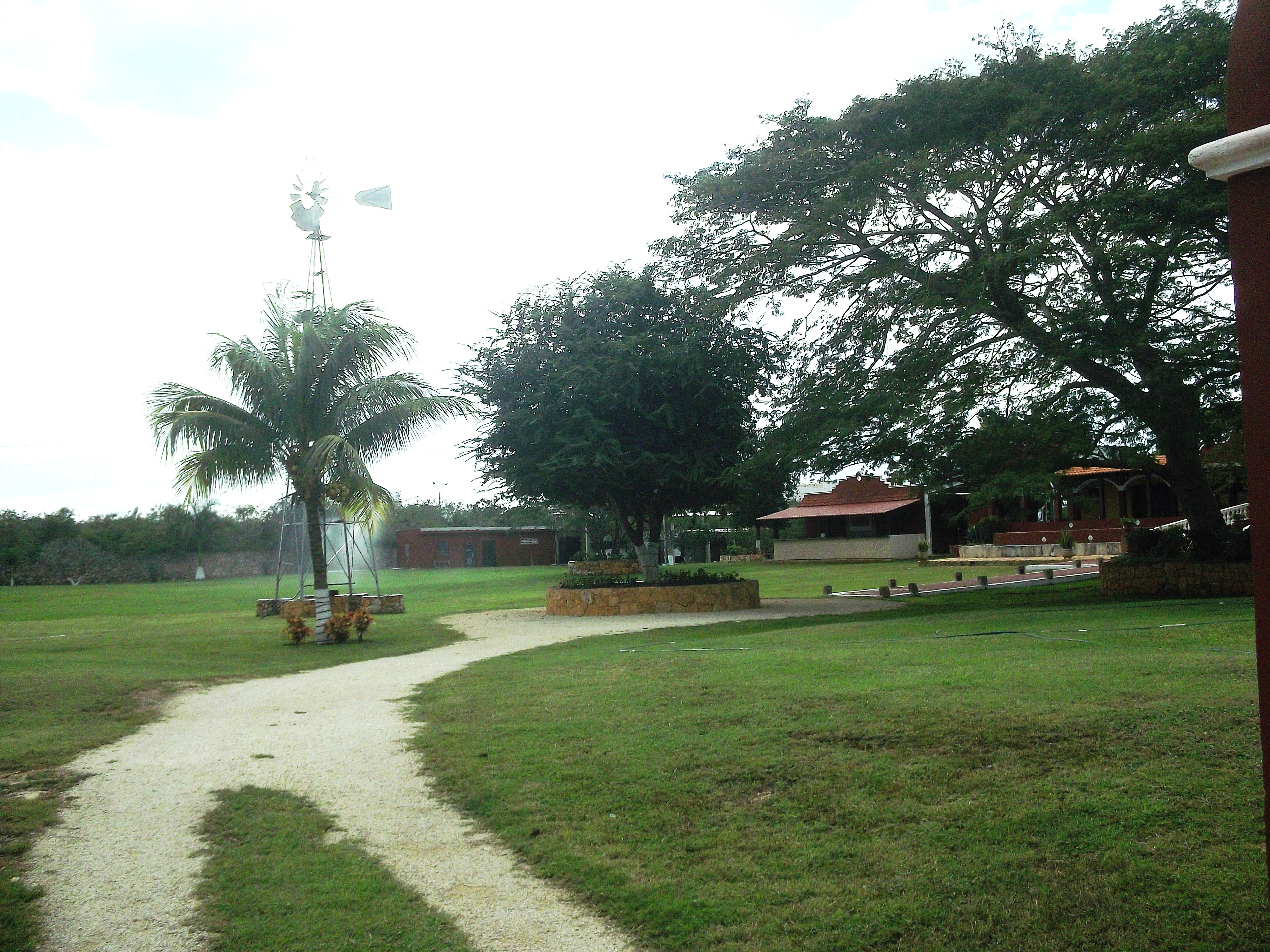
Vista de la hacienda.